# Châtenay (Ain)
Châtenay ist eine französische Gemeinde im Département Ain in der Region Auvergne-Rhône-Alpes. Sie gehört zum Arrondissement Bourg-en-Bresse und zum Gemeindeverband Dombes.

## Lage
Die Gemeinde Châtenay liegt an der Veyle inmitten der unzähligen Seen der Landschaft Dombes, zwölf Kilometer westlich von Pont-d’Ain. Sie grenzt im Norden an Dompierre-sur-Veyle, im Osten an Villette-sur-Ain, im Süden, im Westen an Chalamont und im Nordwesten an Saint-Nizier-le-Désert.

## Geschichte
Die Siedlung existierte schon im 9. Jahrhundert.

### Bevölkerungsentwicklung
| Jahr                       | 1962 | 1968 | 1975 | 1982 | 1990 | 1999 | 2009 | 2020 |
| Einwohner                  | 252  | 249  | 225  | 266  | 276  | 308  | 388  | 361  |
| Quellen: Cassini und INSEE |      |      |      |      |      |      |      |      |

## Sehenswürdigkeiten
- Kirche Saint-Pierre
- Gefallenendenkmal
- Einstige Festung, erbaut im 18. Jahrhundert
- Schlösser Biard und Montchamp

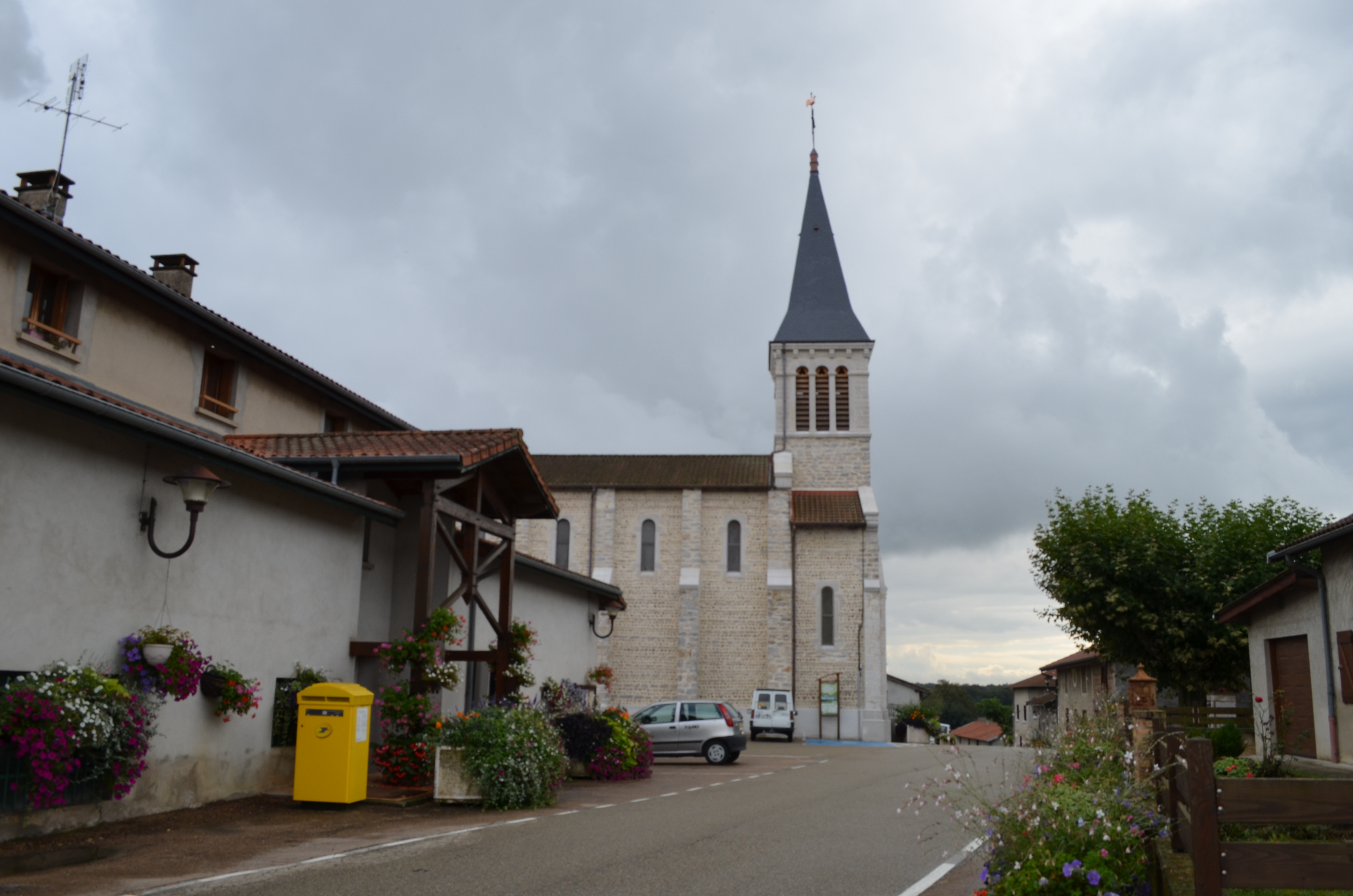
Kirche Saint-Pierre
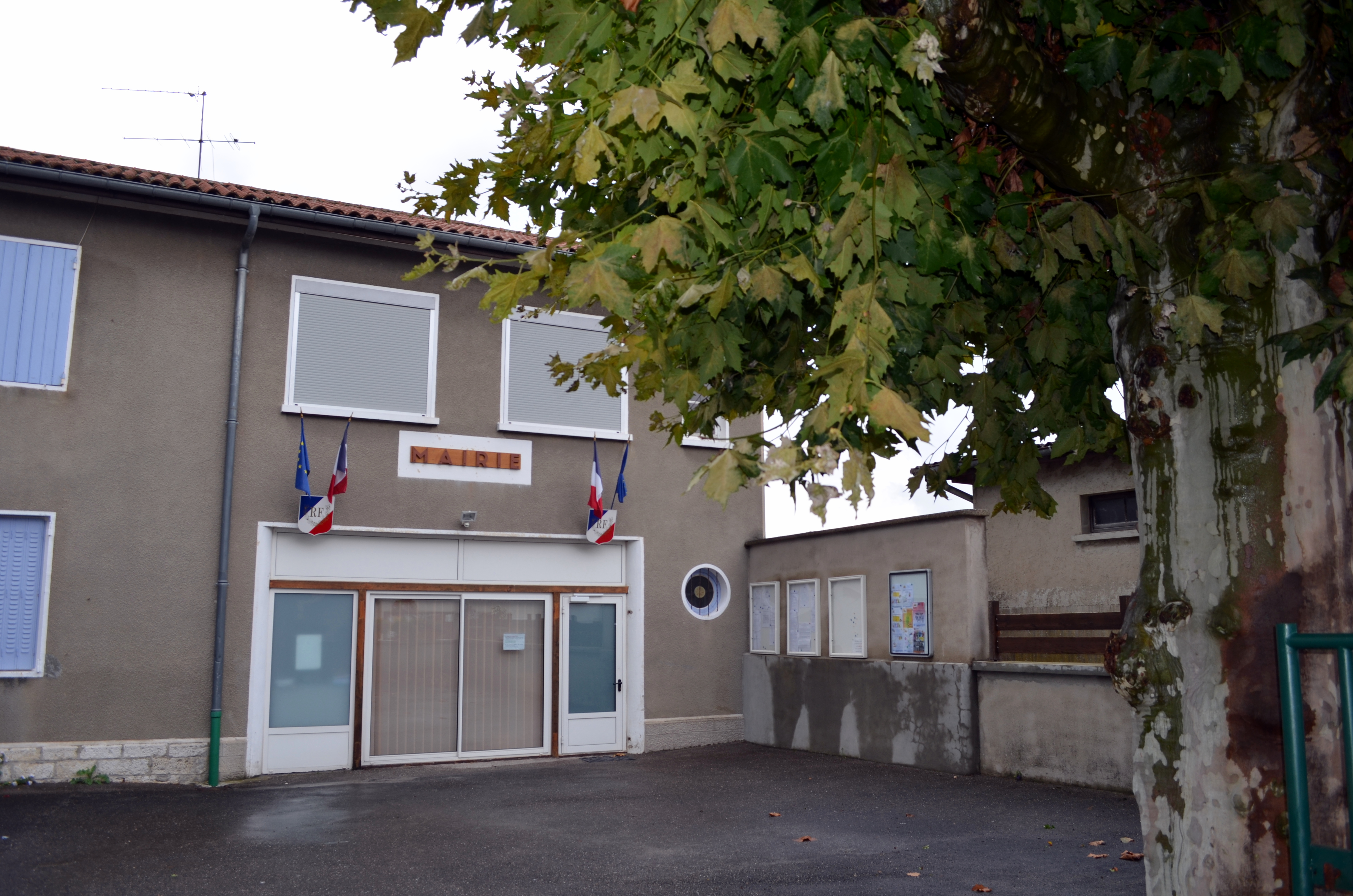
Mairie Châtenay
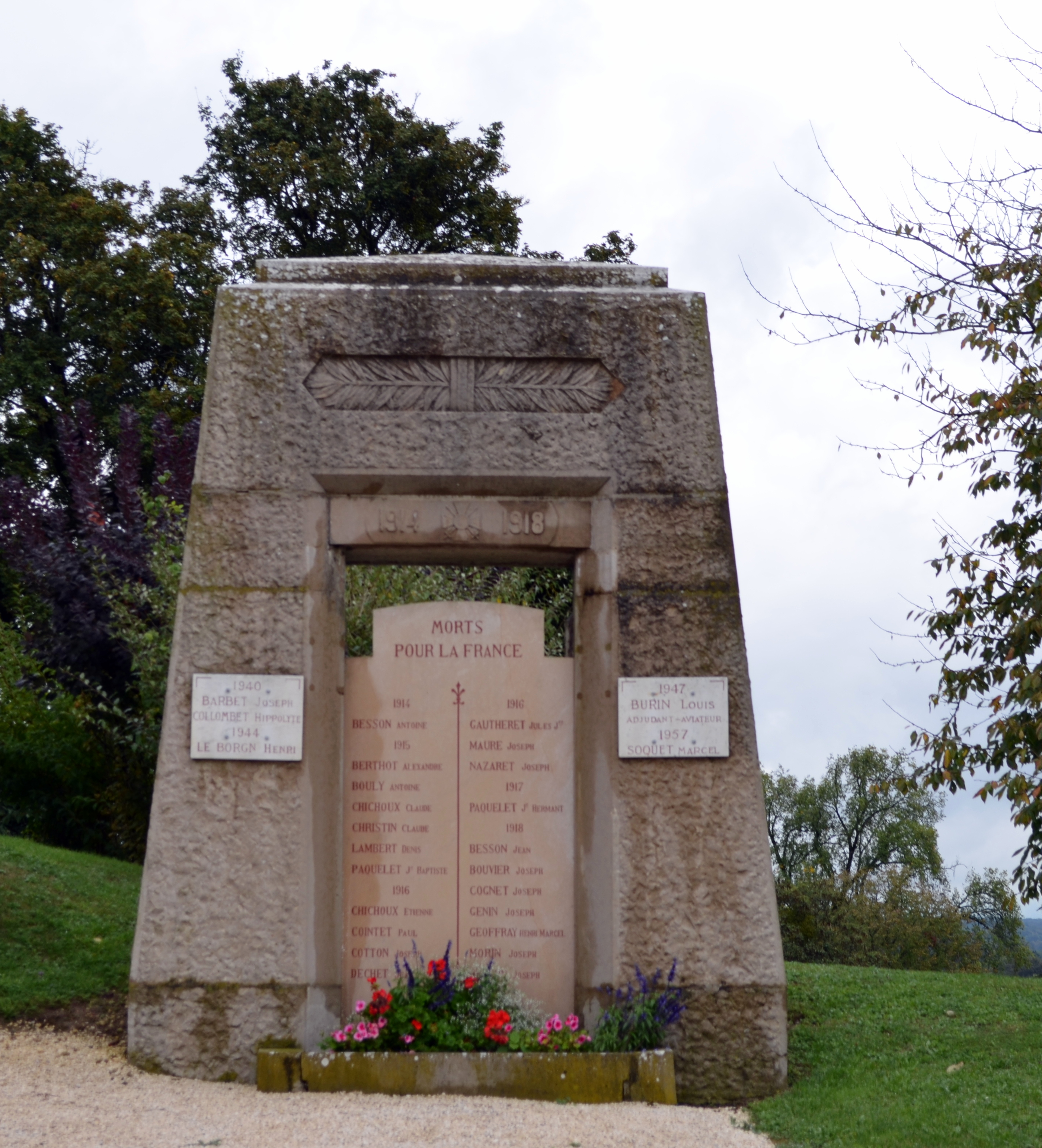
Gefallenendenkmal